# Toney Anaya
Toney Anaya, född 29 april 1941 i Moriarty, New Mexico, är en amerikansk demokratisk politiker. Han var guvernör i delstaten New Mexico 1983–1987.
Han avlade 1963 grundexamen vid Georgetown University och 1967 juristexamen vid American University Washington College of Law. Han var justitieminister i delstaten New Mexico (New Mexico Attorney General) 1975–1978. Anaya kandiderade 1978 till USA:s senat men förlorade mot sittande senatorn Pete Domenici.
Som guvernör profilerade sig Anaya som motståndare till dödsstraffet.